# Пекинский договор (1925)
Пекинский договор 1925 года (Советско-японская конвенция 1925 года об основных принципах взаимоотношений) — договор между Японией и СССР об установлении дипломатических отношений, подписанный в 1925 году в Пекине.

## История
После Октябрьской революции Япония активно участвовала в международной интервенции на Дальнем Востоке России. Попытки советского правительства нормализовать советско-японские отношения оставались безуспешными из-за враждебности Японии. И с разгромом интервенции Антанты в европейской части России в 1918—1920 годах и укреплением международных позиций Советской России Япония продолжала уклоняться от признания СССР.
Такая политика Японии привела к тому, что 13 февраля 1924 года советские властные структуры направили японскому консулу во Владивостоке уведомление, суть которого сводилась к тому, что положение консула Японии с этого момента перестаёт признаваться советской стороной официальным, а сам он будет рассматриваться как частное лицо.
Подобное развитие событий оказалось для японской стороны достаточно неожиданным. Ещё более японское правительство было шокировано установлением в том же 1924 году дипломатических отношений Великобританией и Францией с СССР. Кроме того, дипломатические отношения с советской Россией в 1924 году установил и Китай. В связи с этим японская сторона позитивно откликнулась на очередное предложение Москвы о нормализации межгосударственных отношений, и 14 мая 1924 года официальные советско-японские переговоры начались в Пекине. Итогом этих длительных непростых переговоров стало подписание 20 января 1925 года советско-японской конвенции об основных принципах взаимоотношений, 2 прилагавшихся к ней протоколов «А» и «Б», декларации Советского правительства и 2 нот, которыми стороны обменялись между собой.
Советско-японская конвенция устанавливала двусторонние дипломатические и консульские отношения. Согласно конвенции, Япония обязалась к 15 мая 1925 года вывести свои войска с территории Северного Сахалина, который немедленно после этого на основании протокола «А» переходил под суверенитет СССР. Этим протоколом стороны также подтвердили, что ни одна из них не имеет тайного договора или соглашения с какой-либо третьей стороной, которые бы угрожали суверенитету и безопасности другой стороны. В декларации Советского правительства, приложенной к конвенции, подчеркивалось, что правительство СССР не разделяет с бывшим царским правительством политическую ответственность за заключение Портсмутского мирного договора 1905 года.
Между тем в конвенции было закреплено соглашение сторон, что все заключённые Россией и Японией до 7 ноября 1917 года договоры, соглашения и конвенции, исключая Портсмутский мирный договор, должны быть пересмотрены.
Стороны договорились приступить к пересмотру подписанной в 1907 году российско-японской рыболовной конвенции. Правительство СССР дало согласие на предоставление японским подданным, компаниям и ассоциациям концессий на эксплуатацию сырьевых естественных богатств на всей территории СССР. Детализация условий контрактов на концессии была дана в прилагавшемся к советско-японской конвенции протоколе «Б».
В целом Пекинский договор 1925 года содержал ряд значительных уступок в пользу Японии, на которые советская сторона пошла ради установления дипломатических отношений и стабилизации таким образом ситуации на российском Дальнем Востоке, поскольку признание Японией Советской России не в последнюю очередь вело к прекращению (или, по крайней мере, усложнению) оказания японской стороной до этого момента активной поддержки антисоветских белогвардейских сил на Дальнем Востоке за пределами СССР.
На основании советско-японской конвенции 22 июля 1925 года были подписаны контракты о предоставлении Японии угольной, а 14 декабря 1925 года — нефтяной концессии.
Согласно материалам советской стороны, японская сторона в дальнейшем систематически нарушала советско-японскую конвенцию и концессионные контракты, создавая конфликтные ситуации с советской стороной.
В ходе переговоров весной 1941 года относительно заключения Советско-японского пакта о нейтралитете советская сторона поставила вопрос о ликвидации японских концессий на Северном Сахалине. Япония дала на это письменное согласие, но оттягивала его выполнение в течение 3 лет. В дальнейшем победы Красной Армии над Германией побудили японское правительство пойти на выполнение ранее данного согласия, и 30 марта 1944 года в Москве был подписан Протокол о ликвидации японской нефтяной и угольной концессий на Северном Сахалине и передаче советской стороне всего концессионного имущества японской стороны.